# Eccellenza Calabria 2006-2007
Il campionato italiano di calcio di Eccellenza regionale 2006-2007 è stato il sedicesimo organizzato in Italia. Rappresenta il sesto livello del calcio italiano.
Questo è il campionato della Calabria, gestito dal Comitato Regionale Calabria; è costituito da un girone all'italiana, che ospita 16 squadre.

## Squadre partecipanti
- F.C. Calcio Acri, Acri (CS)
- A.S. Belvedere, Belvedere Marittimo (CS)
- A.S. Bovalinese, Bovalino (RC)
- Comprensorio Capo Vaticano Calcio, Ricadi (VV)
- S.S. Comprensorio Montalto Uffugo, Montalto Uffugo (CS)
- A.S.D. Corigliano Schiavonea, Corigliano Calabro (CS)
- A.P.D. Gallicese, Gallico di Reggio Calabria (RC)
- A.S.D. HinterReggio, Reggio Calabria
- A.S. Marina di Gioiosa, Marina di Gioiosa Ionica (RC)

- Polisportiva Taurianovese A.S.D., Taurianova (RC)
- U.S. Praia Calcio, Praia a Mare (CS)
- A.S. Rosarno, Rosarno (RC)
- A.S.D. Sambiase 1962, Sambiase di Lamezia Terme (CZ)
- U.S. Scalea 1912, Scalea (CS)
- A.S.J. Siderno, Siderno (RC)
- S.S. Vallata Bagaladi San Lorenzo, Bagaladi (RC)

## Classifica finale
|  | Pos. | Squadra                      | Pt | G  | V  | N  | P  | GF | GS | DR  |
|  | ---- | ---------------------------- | -- | -- | -- | -- | -- | -- | -- | --- |
|  | 1.   | Rosarno                      | 68 | 30 | 20 | 8  | 2  | 54 | 21 | +33 |
|  | 2.   | Taurianovese                 | 65 | 30 | 20 | 5  | 5  | 52 | 21 | +31 |
|  | 3.   | Acri                         | 47 | 30 | 11 | 14 | 5  | 26 | 15 | +11 |
|  | 4.   | Scalea                       | 47 | 30 | 12 | 11 | 7  | 34 | 26 | +8  |
|  | 5.   | HinterReggio                 | 43 | 30 | 13 | 8  | 9  | 37 | 24 | +13 |
|  | 6.   | Praia                        | 40 | 30 | 10 | 11 | 9  | 29 | 25 | +4  |
|  | 7.   | Bovalinese                   | 39 | 30 | 9  | 12 | 9  | 33 | 31 | +2  |
|  | 8.   | Belvedere                    | 39 | 30 | 10 | 9  | 11 | 23 | 24 | -1  |
|  | 9.   | Gallicese                    | 39 | 30 | 9  | 12 | 9  | 28 | 31 | -3  |
|  | 10.  | Siderno                      | 39 | 30 | 10 | 9  | 11 | 27 | 39 | -12 |
|  | 11.  | Sambiase                     | 38 | 30 | 11 | 5  | 14 | 31 | 43 | -12 |
|  | 12.  | Corigliano Schiavonea        | 37 | 30 | 10 | 7  | 13 | 24 | 27 | -3  |
|  | 13.  | Vallata Bagaladi San Lorenzo | 34 | 30 | 7  | 13 | 10 | 34 | 35 | -1  |
|  | 14.  | Compr. Capo Vaticano         | 28 | 30 | 7  | 7  | 16 | 21 | 38 | -17 |
|  | 15.  | Compr. Montalto Uffugo       | 18 | 30 | 2  | 12 | 16 | 20 | 43 | -23 |
|  | 16.  | Marina di Gioiosa            | 17 | 30 | 2  | 11 | 17 | 16 | 46 | -30 |

## Spareggi

### Play-off

#### Semifinali
| Squadra 1    | Totale | Squadra 2    | Andata | Ritorno |
| ------------ | ------ | ------------ | ------ | ------- |
| HinterReggio | 1 - 3  | Taurianovese | 0 - 1  | 1 - 2   |
| Scalea       | 3 - 1  | Acri         | 1 - 0  | 2 - 1   |

Andata
| ??? 2007 | HinterReggio | 0 – 1 | Taurianovese |  |

| ??? 2007 | Scalea | 1 – 0 | Acri |  |

Ritorno
| ??? 2007 | Taurianovese | 2 – 1 | HinterReggio |  |

| ??? 2007 | Acri | 1 – 2 | Scalea |  |

#### Finale
| Squadra 1 | Totale | Squadra 2    | Andata | Ritorno |
| --------- | ------ | ------------ | ------ | ------- |
| Scalea    | 0 - 3  | Taurianovese | 0 - 1  | 0 - 2   |

Andata
| ??? 2007 | Scalea | 0 – 1 | Taurianovese |  |

Ritorno
| ??? 2007 | Taurianovese | 2 – 0 | Scalea |  |

Taurianovese qualificata ai play-off nazionali.

### Play-out
| Squadra 1              | Totale | Squadra 2             | Andata | Ritorno |
| ---------------------- | ------ | --------------------- | ------ | ------- |
| Compr. Montalto Uffugo | 1 - 3  | Corigliano Schiavonea | 1 - 2  | 0 - 1   |
| Compr. Capo Vaticano   | 3 - 2  | Vallata Bagaladi      | 2 - 0  | 1 - 2   |

Andata
| ??? 2007 | Compr. Montalto Uffugo | 1 – 2 | Corigliano Schiavonea |  |

| ??? 2007 | Compr. Capo Vaticano | 2 – 0 | Vallata Bagaladi |  |

Ritorno
| ??? 2007 | Corigliano Schiavonea | 1 – 0 | Compr. Montalto Uffugo |  |

| ??? 2007 | Vallata Bagaladi | 2 – 1 | Compr. Capo Vaticano |  |